# Клоуи (порнографска актриса)
Клоуи (на английски: Chloe) е американска порнографска актриса и режисьор на порнографски филми.
Родена е на 14 ноември 1971 г. в град Таузънд Оукс, щата Калифорния, САЩ.
Започва кариерата си в порнографската индустрия през 1995 г., когато е на 24-годишна възраст. Твърди в свое интервю, че по време на снимките на първата си секс сцена е била под въздействие на наркотици.

## Награди
- 1999: AVN награда за изпълнителка на годината.[3][4]
- 1999: AVN награда за най-добра поддържаща актриса (филм) – „Масажистката 3“.[4]
- 1999: AVN награда за най-добра сцена с анален секс (филм) – „The Kiss“.[5]
- 2006: AVN зала на славата.[6]
- 2007: NightMoves зала на славата.[7]
- 2008: XRCO зала на славата.[8]